# Storia dei Cleveland Browns

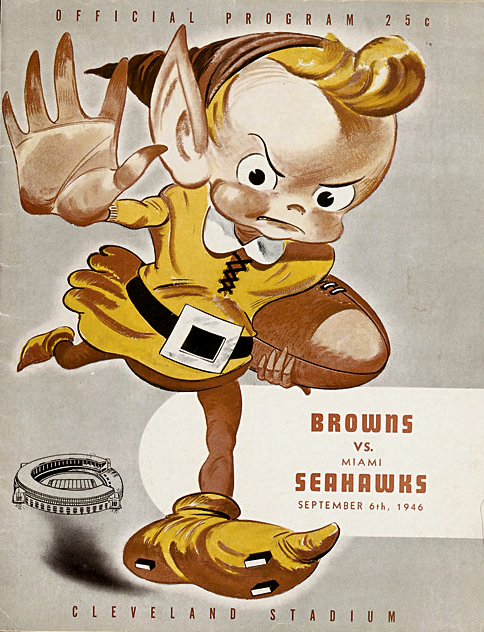
Il programma della prima gara della storia dei Browns nel settembre 1946 contro i Miami Seahawks, rappresentante la loro mascotte di allora, l'elfo Brownie.

I Cleveland Browns sono un club di football americano professionistico nato nel 1946 con sede a Cleveland, nell'Ohio. Questa voce approfondisce la storia della franchigia dalla fondazione ad oggi.

## 1944-1949: fondazione e successi nella AAFC
Le origini dei Browns risalgono al 1944, quando il magnate Arthur B. "Mickey" McBride si assicurò i diritti a Cleveland per una franchigia dell'appena formata All-America Football Conference. La AAFC volle sfidare la dominante National Football League, una volta che iniziò le proprie operazioni alla fine della seconda guerra mondiale.
All'inizio del 1945, McBride nominò il trentaseienne allenatore degli Ohio State Buckeyes Paul Brown allenatore e general manager della nuova squadra, concedendogli anche una parte dei profitti. La mossa sorprese e deluse i tifosi dei Buckeyes che speravano Brown avesse continuato il suo ciclo di vittorie con l'università dopo la guerra.
Inizialmente fu lasciato a Paul Brown l'onere di scegliere il nome della squadra, ma questi respinse la richiesta chiamandoli semplicemente "Browns". La franchigia in seguito indì un concorso per la scelta del nome, con un premio di mille dollari a chi avesse suggerito quello vincente. Nel giugno 1945, un comitato selezionò "Panthers" come nuovo nome della squadra. McBride, tuttavia, lo cambiò in Browns due mesi dopo, in seguito a un altro concorso che aveva suggerito questo nome, non in riferimento a Paul Brown stesso, ma come versione abbreviata di "Brown Bombers", una citazione del soprannome del pugile Joe Louis. Alcune fonti dicono che a McBride furono chiesti migliaia di dollari per poter utilizzare il nome di Cleveland Panthers, i cui diritti spettavano ancora a un uomo d'affari precedentemente proprietario di una vecchia franchigia con quel nome che in seguito era fallita.

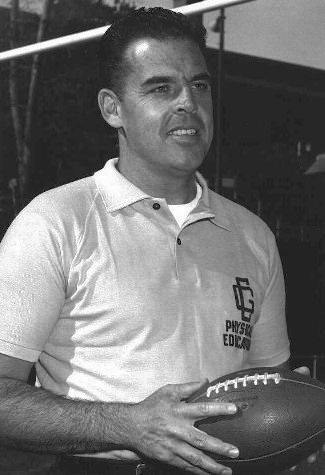
Otto Graham fu la prima stella della squadra, guidando i Browns a dieci finali e sette titoli.

I primi giocatori che firmarono per la squadra furono Otto Graham, quarterback ex stella della Northwestern University, e Herb Coleman, centro da Notre Dame, entrambi ancora all'epoca impegnati nel servizio militare. I Browns in seguito firmarono il kicker e offensive tackle Lou Groza e i wide receiver Dante Lavelli e Mac Speedie. Il fullback Marion Motley e il nose tackle Bill Willis, due dei primi giocatori afroamericani nella storia del football, si unirono alla squadra nel 1946.
Graham terminò il suo servizio con la marina alla fine dell'estate del 1946, quando il training camp dei Cleveland Browns era già iniziato. Preoccupati che non fosse ancora pronto per partire come titolare, i Browns fecero partire Cliff Lewis come titolare nella prima gara della stagione. Graham, ad ogni modo, lo sostituì presto, trovando immediato successo nella formazione d'attacco a T dei Browns. Lanciando a Lavelli e Speedie, Graham guidò la squadra a un record di 12–2 nella stagione regolare, giungendo alla finale della AAFC contro i New York Yankees. I Browns vinsero la partita, iniziando un periodo di dominio. La squadra vinse quattro titoli consecutivi della AAFC tra il 1946 e il 1949, ed ebbe la prima stagione perfetta della storia del football professionistico, finendo imbattuta nel 1948. La AAFC si dissolse dopo la stagione 1949 e tre delle sue squadre, compresi i Browns, si unirono alla più stabile National Football League.

## 1950-1956: approdo nella NFL

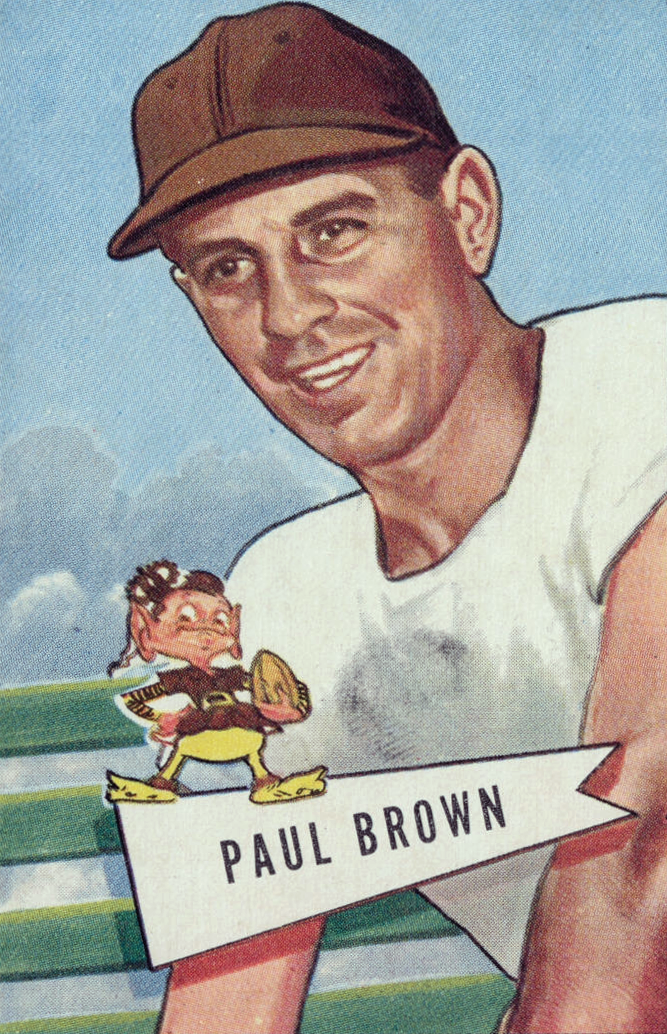
Il fondatore Paul Brown in una card del 1952.

Con Graham in cabina di regia, i Browns continuarono a mietere successi anche dopo l'approdo nella NFL nel 1950. La squadra dissolse in fretta i dubbi sulle sue effettive capacità, messe in dubbio da alcuni osservatori che li ritenevano solamente una buona squadra in una AAFC poco competitiva. La squadra terminò con un record di 10–2, giungendo alla gara di playoff contro i New York Giants, valevole per un posto in finale. Le uniche due sconfitte nella stagione regolare dei Browns erano giunte proprio contro i Giants, ma in un Cleveland Stadium congelato il 17 dicembre, Cleveland cambiò le sorti della partita. Con la gara sul punteggio di 3–3 nel quarto periodo, Graham corse per 45 yard permettendo a Lou Groza di calciare il field goal vincente dalle 28 yard. I Browns sigillarono la vittoria finale per 8–3 con una safety dopo il successivo kickoff. La vittoria sui Giants permise a Cleveland di giocare la finale del campionato contro i Los Angeles Rams, vinta per 30–28.
Cleveland terminò la stagione 1951 con un record di 11-1, perdendo solo coi San Francisco 49ers nella gara di apertura. I Browns giunsero nuovamente in finale, ancora contro i Rams, che li batterono 27–17.
Il club terminò la stagione 1952 con un record di 9–3 e affrontò i Detroit Lions nella finale del campionato NFL. Fu una gara frustrante per i Browns: malgrado l'avere guadagnato 384 yard totali contro le 258 di Detroit, la squadra perse la seconda finale consecutiva. I Browns giocarono diversi lunghi drive, terminati però con field goal sbagliati e un touchdown nel quarto periodo fu negato a Graham perché il suo passaggio a Pete Brewster era stato prima toccato dal ricevitore Ray Renfro: secondo le regole dell'epoca, un passaggio toccato da un compagno di squadra offensivo veniva classificato automaticamente come un intercetto.
La stagione 1953 iniziò con una vittoria per 27–0 sui Green Bay Packers. Fu la prima di 11 vittorie consecutive per i Browns, che persero solo nell'ultima gara della stagione per mano dei Philadelphia Eagles. Cleveland perse in finale per il terzo anno consecutivo, nuovamente contro i Detroit Lions 17–16.
La stagione 1954 fu di transizione per i Browns. Molti dei giocatori che facevano parte della squadra dal 1946 si erano ritirati o erano vicini alla fine delle loro carriere mentre Otto Graham disse a Brown che si sarebbe ritirato alla fine della stagione. Nonostante tutti quei cambiamenti, la stagione 1954 si rivelò solida per i Browns. Dopo aver perso le prime 3 partite, Cleveland vinse otto partite consecutive, giungendo in finale, per la terza volta consecutiva contro i Lions. Quella volta, il punteggio non fu equilibrato. I Browns vinsero 56–10 con Graham che corse 3 touchdown e ne passò altri tre. Dopo la gara, Otto annunciò il proprio ritiro.
Dopo che i potenziali eredi di Graham faticarono nel training camp e nella pre-stagione 1955, Brown convinse Graham a giocare un ultimo anno. Gli fu offerto un salario di 25.000 dollari, rendendolo il giocatore più pagato della NFL. I Browns persero la prima stagionale contro i Washington Redskins, ma terminarono 10–2 la stagione regolare, giungendo in finale per il decimo anno consecutivo tra AAFL e NFL. Graham lanciò due touchdown e ne segnò su corsa altri due coi Browns che batterono i Rams 38–14. Quando Brown tolse Graham dalla partita nel quarto periodo, la folla del Los Angeles Coliseum gli tributò una standing ovation. I Browns vinsero il loro settimo titolo in un decennio.

## 1957-1965: l'era di Jim Brown e l'arrivo di una nuova proprietà

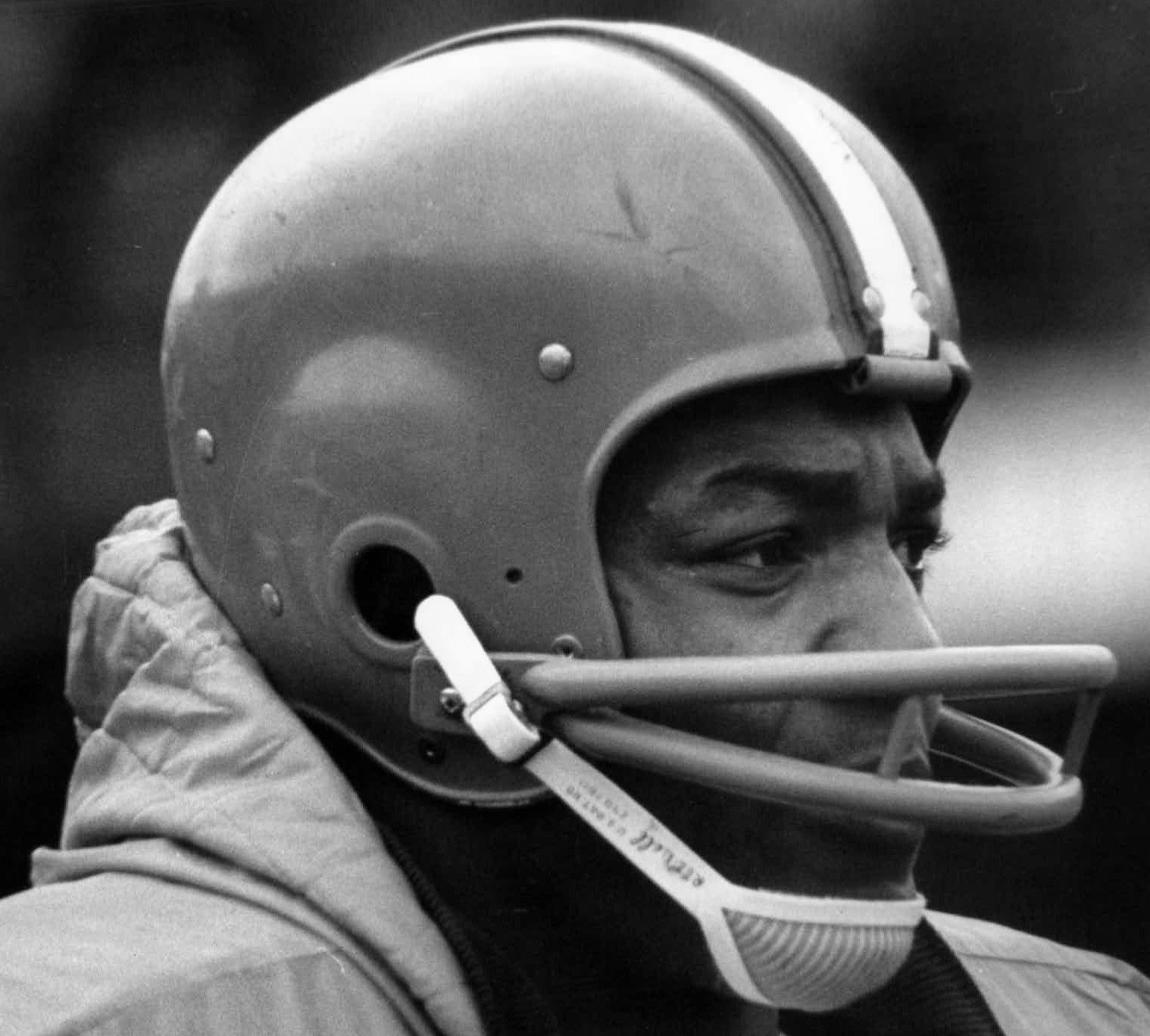
Jim Brown vinse il campionato NFL del 1964 coi Browns.

Senza Graham, i Browns affondarono la stagione successiva a un 5–7 di record, la loro prima stagione perdente della storia. Nel Draft 1957, tuttavia, Cleveland selezionò il fullback Jim Brown dalla Syracuse University nel primo giro. Nella sua prima stagione, Brown guidò la NFL con 942 yard corse in 12 gare e fu votato rookie dell'anno. Guidati dai Brown e dal quarterback Tommy O'Connell, Cleveland terminò 9–2–1 e arrivò ancora in finale, perdendo contro Detroit.
Nella stagione 1958 la squadra si affidò maggiormente alle corse di Brown che al giocò sui passaggi. O'Connell fu sostituito come quarterback titolare da Milt Plum. La stagione regolare si concluse con un bilancio 9-3 con Brown, che corse ben 1.527 yard, quasi il doppio di qualsiasi altro running back nella storia della lega. La squadra fu però sconfitta nei playoff dai Giants prima di arrivare in finale.
Nel 1959 e 1960, Brown fu ancora il migliore della lega per yard corse, ma Cleveland non raggiunse i playoff. Art Modell nel 1961 divenne il nuovo proprietario della squadra, iniziando una guerra di potere con Paul Brown. Anche tra Paul Brown e Jim Brown vi furono contrasti: sulla scia del suo successo, il fullback iniziò a mettere in discussione i metodi autoritari del suo allenatore, definendolo "Little Caesar" alle sue spalle. Nell'intervallo di una gara del 1959, Paul Brown mise in dubbio la gravità di un infortunio Jim Brow, cosa che infiammò ancora maggiormente la tensione tra i due.
Dopo un record di 7–6–1 nel 1962, Modell licenziò Paul Brown il 9 gennaio 1963, rimpiazzandolo con Blanton Collier. Fu una fine traumatica dei 17 anni dell'allenatore a Cleveland, già diventato una figura notevole della storia sportiva della città. Tra le sue molte innovazioni, Brown fu il primo allenatore a chiamare le giocate per il suo quarterback, a sottoporre i giocatori a test per la misurazione del quoziente di intelligenza e ad utilizzare filmati per analizzare gli avversari. Anche Jim Brown lodò il suo lavoro pionieristico per l'evoluzione dello sport. Nella prima stagione col nuovo allenatore, i Browns conclusero con un record di 10-4 con Jim Brown che vinse il premio di MVP della NFL correndo il nuovo record di 1863 yard.

### Il titolo del 1964

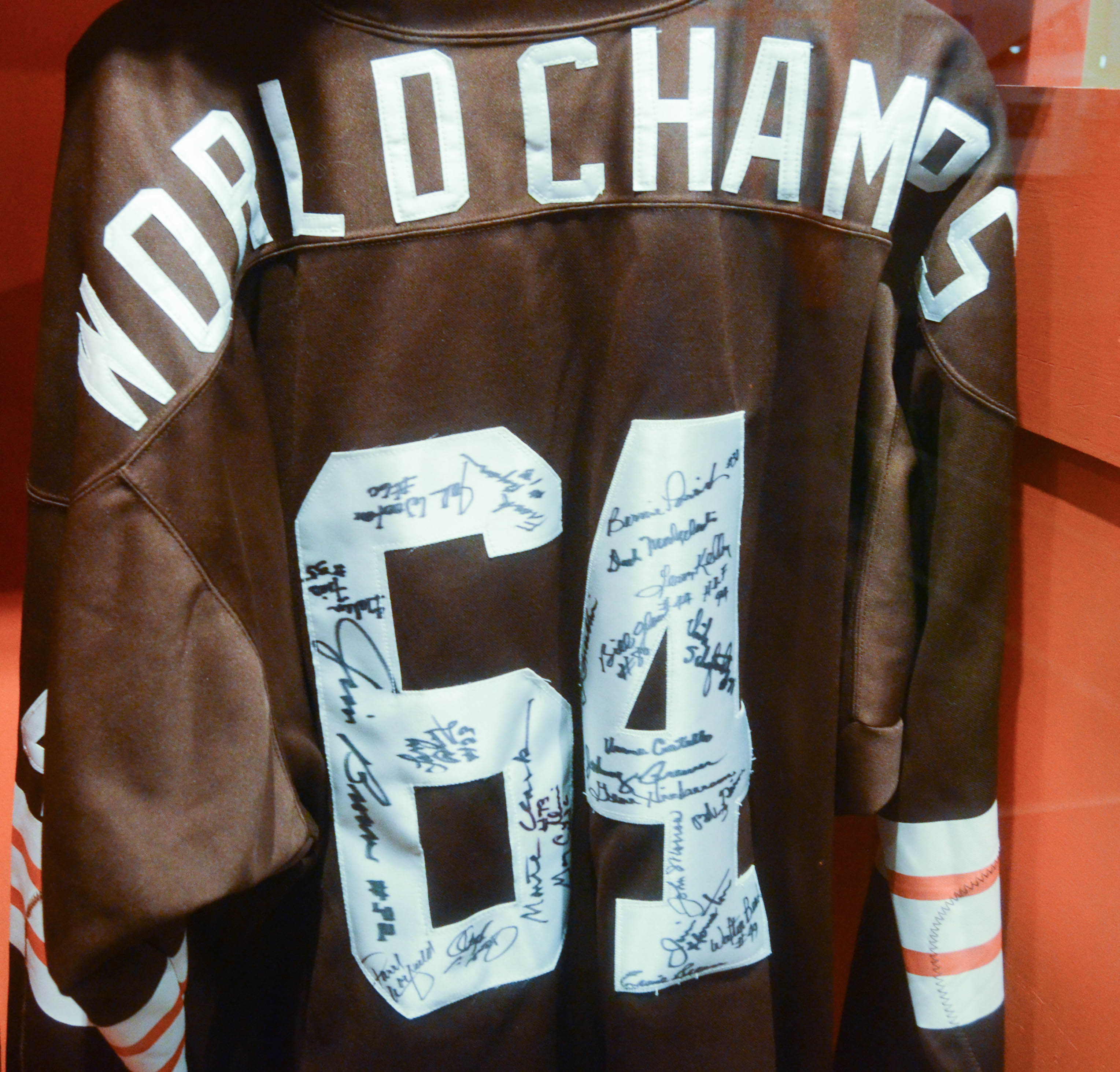
Quello del 1964 è l'ultimo titolo vinto dai Browns.

Cleveland tornò in vetta alla eastern division nel 1964 con un bilancio di 10–3–1, grazie alle 1.446 yard corse da Jim Brown, ancora leader della lega. Il wide receiver rookie Paul Warfield guidò la squadra con 52 ricezioni e il quarterback Frank Ryan confermò di meritare il ruolo di titolare giocando la miglior partita della carriera nell'ultima gara della stagione contro i New York Giants, una gara in cui Cleveland necessitava di una vittoria per raggiungere la finale. In essa, i Browns erano dati per pesanti sfavoriti contro i Baltimore Colts. Molti scrittori sportivi predissero una vittoria agevole per i Colts, che avevano guidato la lega in punti segnati, grazie alle giocate del quarterback Johnny Unitas e dell'halfback Lenny Moore. La difesa dei Browns invece non dava sufficienti garanzie, avendo concesso venti primi down in più di qualsiasi altra squadra della lega. Le due squadre tuttavia non si affrontavano da tre anni. Prima della, Collier e l'allenatore dei Colts Don Shula acconsentirono a dare pieno accesso ai rispettivi video della stagione regolare. Da sempre un grande studioso del gioco, Collier si avvantaggiò pienamente dell'opportunità. I Browns puntarono su un tipo di difesa che concedeva qualcosa sui passaggi brevi ma tentava di evitare le grandi giocate. I migliori ricevitori dei Colts, Raymond Berry e Jimmy Orr, non erano particolarmente veloci. Collier fece marcare a uomo gli attaccanti avversari, dando maggior tempo alla propria linea difensiva di piazzarsi in campo e costringendo Unitas a puntare sulle proprie corse, non il suo punto forte.

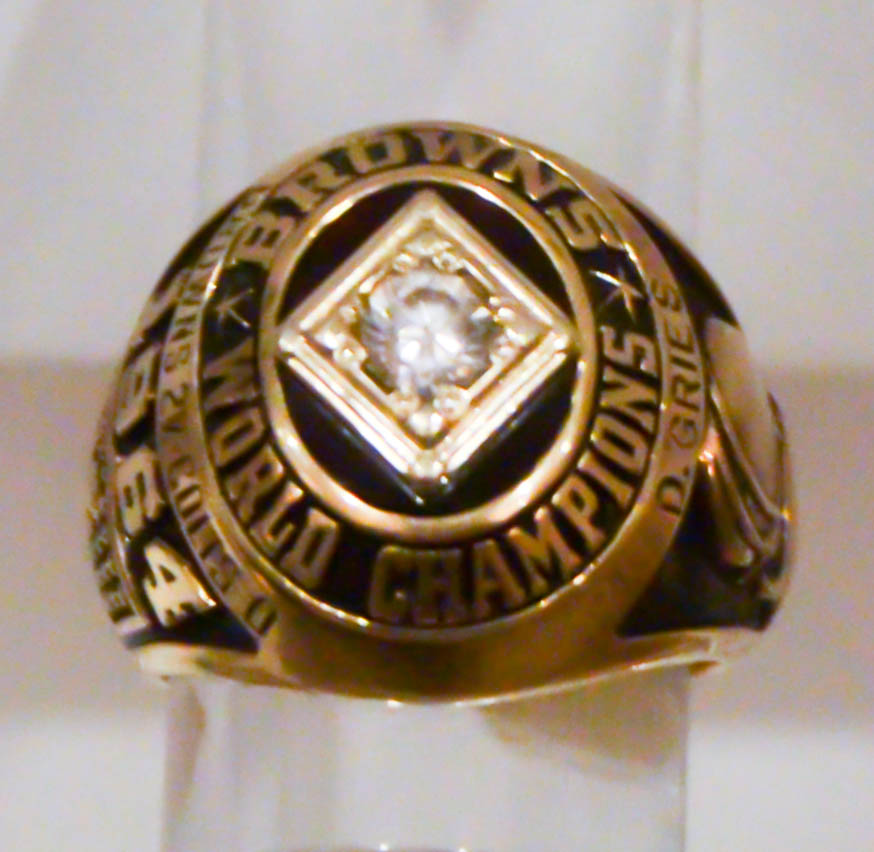
L'anello di campioni del 1964.

La strategia diede i risultati sperati e, in ventoso Cleveland Municipal Stadium due giorni dopo Natale, i Browns batterono i Colts 27–0. Nessuna delle due squadre riuscì a segnare nel primo, spingendo l'editorialista del New York Times Red Smith ad affermare "Non ci sono mai state così tante persone a pagare così caro – 10 dollari o 8 o 6 – e a soffrire così tanto per vedere così poco". Nel secondo tempi, i cornerback di Baltimore raddoppiarono Warfield, cosa che Ryan sfruttò per lanciare tre touchdown al suo secondo ricevitore, Gary Collins. Cleveland segnò 10 punti nel terzo quarto e 17 nel quarto, vincendo il primo titolo dall'addio di Graham nel 1955. Collins fu premiato come miglior giocatore della gara. Al 2014, questo è l'ultimo titolo vinto dalla città di Cleveland in una delle quattro maggiori leghe professionistiche.
L'anno successivo, i Browns raggiunsero ancora la finale ma persero coi Green Bay Packers. All'inizio del 1966 Jim Brown, che aveva iniziato la carriera da attore due anni prima, stava recitando nel suo secondo film a Londra, Quella sporca dozzina. Ritardi nella produzione dovuti alle cattive condizioni atmosferiche gli fecero perdere la prima parte del training camp nel campus dell'Hiram College, cosa che infastidì Modell, che minacciò di multare Brown di 1.500 dollari per ogni settimana del camp persa. Brown, che in precedenza aveva annunciato che quella del 1966 sarebbe stata la sua ultima stagione, annunciò invece il proprio ritiro. Al termine di nove anni di carriera, Brown concluse con i record per yard corse in una partita, in una stagione e in carriera. Inoltre era padrone dei primati per yard totali guadagnate e per la miglior media di yard per corsa tentata, 5,22, che ancora resiste.

## 1966-1973: delusioni nei playoff
I Browns affidarono il ruolo di running back titolare a Leroy Kelly, che corse oltre mille yard in ognuna delle tre stagioni successive, in due delle quali fu il migliore della lega per yard corse. Dopo il mancato raggiungimento dei playoff nel 1966, il club si riprese l'anno successivo con un record di 9-5, venendo subito eliminati dalla post-season dai Dallas Cowboys. La squadra si vendicò dei Cowboys eliminandoli dai playoff nelle due stagioni successive, ma non raggiunse mai il Super Bowl.
Nel maggio 1969 i Browns, insieme a Pittsburgh Steelers e Baltimore Colts, acconsentirono a spostarsi nella nuova American Football Conference, originata dalla fusione con l'American Football League. Prestazioni inconsistenti nella stagione 1970 impedirono alla squadra di raggiungere i playoff, finendo una gara dietro alla nuova squadra di Paul Brown, i Cincinnati Bengals, con un record di 7-7. Afflitto da problemi all'unico, il sessantaquattrenne Collier annunciò il ritiro alla fine della stagione 1970. In otto anni come allenatore guidò Cleveland a un titolo e a un record di 74–33–2 record. Nick Skorich fu nominato suo sostituto per l'anno seguente. Skorich era il coordinatore offensivo della squadra dal 1964. Nel suo primo anno la squadra salì a un record di 9–5 ma perse contro i Colts nei divisional playoff. Mike Phipps fu promosso a quarterback titolare prima della stagione 1972. Dopo una partenza lenta, la squadra si riprese terminando con 10 vittorie e 4 sconfitte, portando Cleveland ad affrontare nei playoff gli imbattuti Miami Dolphins. I Browns si portarono in vantaggio nel primo quarto con un touchdown su ricezione di Fair Hooker, ma i Dolphins con un lungo drive, aiutato da un paio di ricezioni dell'ex Paul Warfield. Il running back Jim Kiick segnò un touchdown su corsa, sigillando il 20–14 e mantenendo l'imbattibilità di Miami. L'anno successivo, Phipps subì 20 intercetti, completando meno della metà dei suoi passaggi. Dopo avere vinto quattro delle prime sei sfide, i Browns scivolarono al terzo posto della division con un record di 7–5–2.

## 1974-1984: l'era di Brian Sipe e dei Kardiac Kids
La seconda metà degli anni settanta fu segnata da un periodo di transizione e di scarsi risultati in camp. Anche se Collier acconsentì a tornare informalmente come allenatore dei quarterback, il tuo pensionamento servì a tagliare definitivamente l'ultimo legame coi Browns dei primi anni. Nel frattempo, una nuova generazione di giocatori iniziò a sostituire i vecchi che avevano tenuto la squadra nella contesa per i playoff nel decennio precedente. Gene Hickerson, un'ancora della linea offensiva degli anni sessanta, si ritirò dopo la stagione 1973. Un ormai anziano Leroy Kelly lasciò quello stesso anno per passare alla World Football League, una lega dalla breve esistenza. L'offensive lineman Dick Schafrath, un sei volte Pro Bowler, si ritirò nel 1971.
A causa di tali defezioni, i Browns terminarono la stagione 1974 con un record di 4-10, in quella che fu solamente la seconda annata con un record negativo della loro storia. Le difficoltà di Phipps persistettero, tanto che finì col dividere le giocate in campo col quarterback rookie Brian Sipe, scelto nel 13º giro del Draft da San Diego State. Modell licenziò Skorich a fine anno, assumendo come suo sostituto Forrest Gregg. Il suo successo come giocatore però non si ripeté immediatamente dalla panchina, coi Browns che vinsero la prima gara solo il 23 novembre e terminarono con 3 vittorie e 11 sconfitte.
La squadra migliorò l'anno seguente, terminato con un record di 9-5 ma fuori dai playoff, con Gregg che fu premiato come allenatore dell'anno e Sipe che si impose definitivamente come titolare. Iniziarono tuttavia frizioni tra Modell e Gregg come era accaduto con Paul Brown. Cleveland iniziò bene l'annata, finché Sipe non si infortunò il 13 novembre contro gli Steelers. Dave Mays prese il suo posto come titolare e la squadra scivolò a un record di 6-7. Modell chiese dunque a Gregg di dimettersi.
Sam Rutigliano fu nominato nuovo capo-allenatore dei Browns il 27 dicembre 1977. Sipe esplose sotto la sua gestione, passando 21 touchdown e 2.906 yard nel 1978, quando il calendario fu allargato a 16 partite. I suoi bersagli principali erano Reggie Rucker, un ricevitore veterano firmato dai Browns nel 1975, e Ozzie Newsome, un tight end rookie da Alabama. Cleveland vinse le prime tre partite ma a causa di una cattiva difesa non raggiunse i playoff, terminando con un record di 8-8.

### I Kardiac Kids

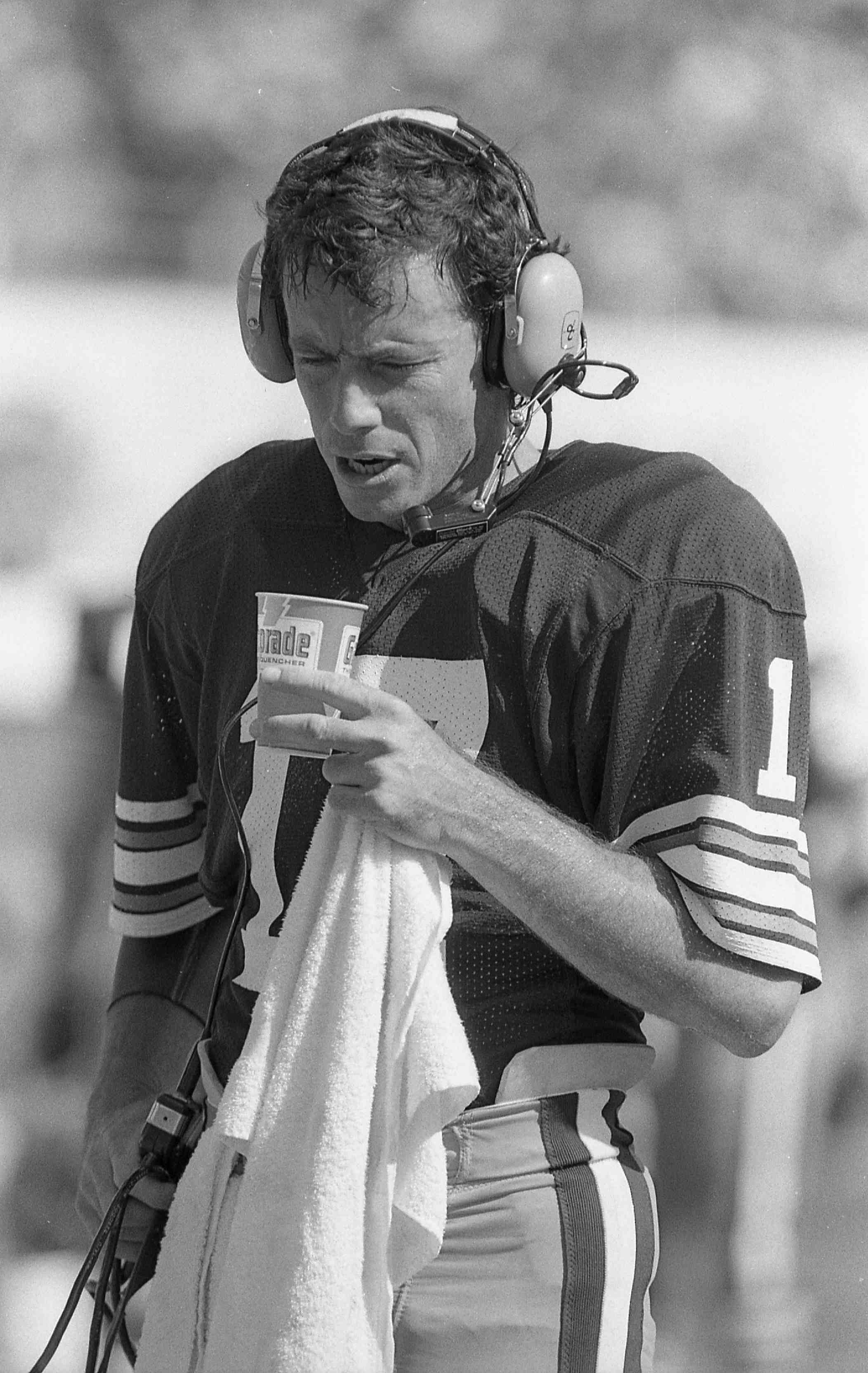
Il quarterback Brian Sipe guidò i "Kardiac Kids" a una serie di vittorie dell'ultimo minuto.

A Rutigliano piaceva azzardare: scombinava gli attacchi cercano giocate particolari e non temeva di disattendere le convenzionali chiamate offensive dei suoi tempi. Guadagnatosi il soprannome di "Riverboat Sam" per il suo approccio ad alto rischio, una volta affermò che la sicurezza era "per i codardi". Questa filosofia iniziò a mostrarsi pienamente nella stagione 1979. L'annata iniziò con una vittoria ai tempi supplementari sui New York Jets con un field goal dell'ultimo secondo. La settimana successiva, Cleveland batté i Kansas City Chiefs 27–24 con un passaggio da touchdown da Sipe a Rucker a 52 secondi dal termine. La terza gara fu una vittoria a sorpresa per 13-0 sui Baltimore Colts. Fu dopo quella partita che il giornalista del Cleveland Plain Dealer, Hal Lebovitz, definì i ragazzi di Rutigliano i "Kardiac Kids".
Dopo quattro partite vinte e tre perse, tornò una vittoria dell'ultimo minuto contro i Miami Dolphins ai supplementari. La squadra terminò con un record di 9–7 non raggiungendo però i playoff, a causa di una difesa che faticò tutto l'anno, costringendo Sipe e l'attacco a compensare con rimonte finali. A fine annata però, attorno alla squadra regnava l'ottimismo.
La magia dei Kardiac Kids fece ritorno nella terza gara della stagione successiva contro Chiefs, quando i Browns segnarono un touchdown nel quarto periodo, vincendo 20–13. Seguirono altre gare all'insegna dell'incertezza, inclusa una contro Green Bay il 19 ottobre in cui la squadra vinse con un touchdown del ricevitore Dave Logan nell'ultima giocata della partita. Dopo una vittoria in una gara equilibrata contro gli Steelers e una vittoria contro i Bears in cui Sipe superò il record di franchigia di Otto Graham per yard passate in carriera, i Browns incontrarono i Colts, portando a casa la vittoria per 28–27. Cleveland concluse così con un record di 11-5 la stagione regolare e Sipe fu premiato come MVP della NFL.

### Red Right 88
Tale record fu sufficiente per vincere la AFC Central e qualificarsi ai playoff per la prima volta dal 1972. Questi iniziarono contro gli Oakland Raiders il 4 gennaio 1981 in un gelido Cleveland Municipal Stadium. La gara partì lentamente: entrambe le squadre segnarono un solo touchdown nel primo tempo, anche Cockroft sbagliò l'extra point di Cleveland a causa di un cattivo snap. Nel terzo quarto, Cleveland passò in vantaggio 12–7 con paio di field goal Cockroft ma i Raiders si rifecero sotto nell'ultimo periodo, con un drive da 80 yard terminato con un touchdown che li portò in vantaggio 14-17. Il pallone passò poi da squadra a squadra cinque volte senza che nessuna riuscisse a segnare. A due minuti e 22 secondi alla fine della gara, Cleveland ebbe l'ultima occasione per vincere la partita. Sipe e l'attacco presero il pallone sulla linea delle 15 yard dei Browns. In otto giocate, Cleveland raggiunse la linea delle 14 yard di Oakland, con 56 secondi allo scadere.
Dopo una corsa da una yard di Mike Pruitt, Rutigliano chiamò un timeout. Un field goal da breve distanza sarebbe stato la scelta più sicura e avrebbe dato a Cleveland la vittoria. Rutigliano, in linea con la sua personalità, decise invece di tentare di segnare un touchdown. L'allenatore fu riluttante nell'affidare le sorti del risultato al solitamente affidabile Cockroft, che aveva però sbagliato due field goal e un extra point in precedenza nella sfida. La giocata che chiamò era soprannominata "Red Right 88", e prevedeva un passaggio obliquo a Logan da parte di Brian Sipe, con Newsome come possibile seconda scelta di sicurezza. Se tutti fossero stati marcati, Rutigliano disse a Sipe sulla linea laterale "se senti di dover forzare il pallone, lancialo nel Lago Erie, lancialo a qualche bionda in tribuna." Sipe ricevette lo snap, arretrò e passò a Newsome che incrociava alla sua sinistra. La safety di Oakland Mike Davis però gli balzò di fronte e intercettò il pallone, assicurando la vittoria di Oakland. I Raiders andarono poi a vincere il Super Bowl XV, mentre Red Right 88 divenne un simbolo durevole dei fallimenti di Cleveland nei playoff.
Malgrado la sconfitta nei playoff del 1980, i Browns erano attesi a fare ancora meglio nella stagione successiva. Il 1981 però non vide alcuna delle rimonte per cui i Kardiac Kids erano divenuti famosi. Vi furono diverse gare punto a punto ma la maggior parte risultarono in sconfitte. Sipe lanciò solo 17 touchdown a fronte di 25 intercetti. La squadra terminò con un record di 5-11. A causa di uno sciopero dei giocatori, nel 1982 si disputarono solo 9 partite. Sipe si divise come titolare con la sua riserva, Paul McDonald, ma nessuno dei due giocò prestazioni degne di nota. La squadra terminò con un record di 4-5, qualificandosi per i playoff, allargati per l'occasione alle migliori 8 squadre di ogni conference. I Browns affrontarono i Raiders in una rivincita dei playoff del 1980. Questa volta, tuttavia, McDonald fu il titolare e la gara fu molto meno equilibrata, coi Raiders che vinsero 27–10.
Le due successive stagioni conclusero l'era di Sipe e il breve successo dei Kardiac Kids. Sipe tornò in forma nel 1983 e la squadra mancò di poco i playoff, dopo una sconfitta contro gli Houston Oilers nella penultima gara della stagione regolare. Sipe prima della fine della stagione firmò per giocare nei New Jersey Generals, una squadra posseduta da Donald Trump nella nuova United States Football League.
Malgrado un miglioramento in difesa, la partenza di Sipe affossò l'attacco di Cleveland nel 1984. I Browns iniziarono la stagione con un record di 1–7 con McDonald come quarterback, scatenando la frustrazione dei tifosi contro la squadra e Rutigliano. Il punto di rottura fu nella gara del 7 ottobre persa contro i New England Patriots. Dalle tribune fu udito cantare "Goodbye Sam" a fine partita. Modell definì le chiamate offensive, che avevano fatto perdere la partita alla squadra, "imperdonabili", licenziando Rutigliano due settimane dopo. Il coordinatore difensivo Marty Schottenheimer prese il suo posto, concludendo con 5 vittorie e 11 sconfitte.

## 1985-1990: gli anni di Bernie Kosar, The Drive e The Fumble
La scelta del quarterback dell'Università di Miami Bernie Kosar nel draft supplementare del 1985 inaugurò una nuova era di successo a Cleveland. Con Schottenheimer, Kosar e giocatori di talento in attacco e in difesa, la squadra raggiunse traguardi mai toccati nell'era di Rutigliano e Sipe. Anche se erano quasi sempre in corsa per i playoff in quegli anni, i Browns raggiunsero mai il Super Bowl, arrivando per tre volte a un passo dalla grande partita negli anni ottanta.

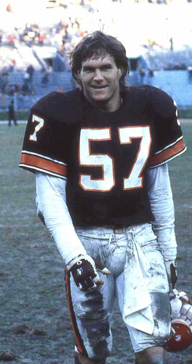
Clay Matthews fu una delle colonne della difesa della squadra negli anni ottanta.

Kosar, che voleva giocare per Cleveland poiché la sua famiglia viveva nella vicina Youngstown, firmò un contratto quinquennale del valore di quasi sei milioni di dollari, divenendo subito un idolo per i tifosi. "Non capita ogni giorno che qualcuno voglia giocare a Cleveland," affermò Modell. "Questo contribuì alla popolarità di Bernie." Kosar entrò per la prima volta in campo nella settimana 5 della stagione 1985 contro i New England Patriots, quando sostituì all'intervallo Gary Danielson, un veterano trentaquattrenne acquisito l'estate precedente dai Lions. Kosar commise un fumble nel suo primo snap da professionista, ma si riprese guidando la squadra alla vittoria per 24–20. Seguirono un misto di vittorie e sconfitte ma Kosar progredì ogni domenica, portando la squadra a terminare con un record di 8-8. Due giovani running back, Earnest Byner e Kevin Mack, completarono l'attacco aereo di Kosar, correndo ognuno oltre mille yard.
Malgrado non fosse stellare, il record dei Browns fu sufficiente per vincere una debole AFC Central e la squadra sembrò sul punto di sorprendere i favoritissimi Miami Dolphins nei divisional playoff del 4 gennaio 1986. Cleveland si trovò in vantaggio 21-3 alla fine del primo tempo, ma Dan Marino guidò una furiosa rimonta nel secondo tempo andando a vincere 24-21 e concludendo la stagione di Cleveland. Malgrado la sconfitta, molti espressero fiducia in Cleveland per la stagione successiva-
Prima della stagione 1986, i Browns persero la safety ed ex rookie difensivo dell'anno Don Rogers. Questi morì di overdose di cocaina lasciando la squadra senza uno dei suoi migliori difensori. Malgrado la tumultuosa estate, il 1986 vide Cleveland entrare nell'élite della NFL. Kosar passò 3.854 yard a un nucleo di ricevitori che includeva Brian Brennan, Newsome e il rookie Webster Slaughter. In difesa, i cornerback Frank Minnifield e Hanford Dixon emersero come una delle migliori coppie della lega. Dopo una partenza lenta, i Browns salirono in cima alla classifica di division, battendo due volte i Pittsburgh Steelers e concludendo una striscia di 16 sconfitte consecutive al Three Rivers Stadium. Un record di 12–4 record fece guadagnare al club il fattore campo per tutti i playoff.
I loro primi avversari nei playoff furono i New York Jets, che si trovarono in vantaggio 20-10 nell'ultimo quarto. Cleveland però prese il possesso del pallone e compì un lungo drive che si concluse con un touchdown di Kevin Mack. La difesa contenne i Jets e il kicker Mark Moseley pareggiò la gara a 11 secondi dal termine. Nei supplementari, Moseley prima sbagliò un field goal dopo di che entrambe le squadre non riuscirono a segnare, andando al secondo tempo supplementare Questa volta, Moseley segnò un field goal vincendo la gara per i Browns 23–20. Fu la prima vittoria dei playoff per la franchigia da 17 anni.

### The Drive
La settimana successiva, i Browns affrontarono i Denver Broncos nella finale della AFC a Cleveland. Denver si portò presto in vantaggio ma Cleveland pareggiò la partita e si portò avanti sul 20–13 nel quarto periodo. Dopo il successivo kickoff, i Broncos furono costretti a partire dalla loro linea delle due yard con cinque minuti e 32 secondi rimanenti. Il quarterback di Denver John Elway guidò un drive da 98 yard che si concluse con un touchdown. "The Drive", come quella serie di azioni divenne nota, pareggiò la partita e la spedì ai supplementari. Cleveland ricevette per prima il pallone ma fu arrestata dalla difesa dei Denver. Nel primo possesso di Denver, Elway guidò ancora i Broncos a un lungo drive terminato col field goal di Rich Karlis che diede la vittoria alla sua squadra. Il drive che pareggiò la partita divenne celebre come una delle migliori azioni della storia dei playoff ed è ricordato dai tifosi di Cleveland come una sconfitta di proporzioni storiche. Denver andò a giocarsi il Super Bowl XXI dove perse coi New York Giants.
Anche se oppressa dalla sconfitta nei playoff del 1986, Cleveland continuò a vincere nella stagione successiva. Minnifield e Dixon continuarono a eccellere nella difesa sui passaggi, mentre Matthews e il defensive tackle Bob Golic limitarono le corse degli avversari. The Browns terminarono con un record di 10–5, vincendo la propria division per il terzo anno consecutivo. Nel divisional round dei playoff affrontarono gli Indianapolis Colts e vinsero 38–21.

### The Fumble
Questo diede la possibilità di una rivincita contro i Broncos nella finale della AFC del 1987. Denver si portò sul 21-3 alla fine del primo tempo ma Bernie Kosar guidò la squadra alla rimonta, segnando quattro touchdown nel secondo tempo. A metà dell'ultimo quarto di gioco, la gara si trovava sul punteggio di 31 pari. I Broncos si portarono in vantaggio con una lunga azione offensiva che si concluse con un passaggio da touchdown da 20 yard da John Elway per il running back Sammy Winder, portando il punteggio sul 38 a 31 a sei minuti dal termine. Cleveland portò il pallone fino alla linea delle 8 yard degli avversari con 72 secondi al termine. Earnest Byner raccolse il pallone dalle mani di Kosar e sembrò avviato verso segnare il touchdown del pareggio ma il pallone gli fu strappato dal defensive back dei Broncos Jeremiah Castille sulla linea delle due yard. I Broncos recuperarono il pallone e concessero intenzionalmente una safety ai Browns, vincendo per 38-33 e qualificandosi per il Super Bowl. The Fumble entrò velocemente nel lessico comune per indicare le delusioni dei Browns di quegli anni, solo un anno dopo The Drive.
La stagione 1988 fu segnata dagli infortuni dei quarterback. Kosar si infortunò nel debutto stagionale contro Kansas City Chiefs e così fecero anche le sue due riserve, lasciando Don Strock titolare fino al ritorno di Kosar. Quando questi fece ritorno si infortunò nuovamente nel finale della stagione regolare. Malgrado ciò, il club terminò comunque con un bilancio di 10-6, raggiungendo i playoff come wild card, dove perse subito contro gli Oilers in casa. Quattro giorni dopo quella sconfitta, Schottenheimer e Modell annunciarono che le parti avevano deciso di dividersi consensualmente. Bud Carson divenne il nuovo allenatore.
Carson, era stato l'architetto della difesa "Steel Curtain" di Pittsburgh negli anni settanta. Byner fu scambiato coi Washington Redskins in aprile, mentre nel draft fu scelto Eric Metcalf. Kosar guidò ancora Cleveland alla vittoria della division con un bilancio 9–6–1 nel 1989, incluso un 51–0 nella prima gara della stagione contro i Pittsburgh Steelers e la prima vittoria sui Denver Broncos negli ultimi quindici anni. Cleveland sopravvisse nel primo turno di playoff alla rimonta dei Buffalo Bills grazie a un intercetto di Clay Matthews nella end zone a 14 secondi dal termine. Tale vittoria proiettò la squadra alla terza finale della AFC negli ultimi quattro anni, ancora contro Denver. I Broncos questa volta guidarono dall'inizio alla fine della partita, vincendo 37–21.
Quella sconfitta al Mile High Stadium fu l'ultima della striscia di partecipazioni ai playoff dei Browns nella seconda metà degli anni ottanta. Kosar giocò con numerosi infortuni nel 1989. Una forte difesa portò comunque i Browns ai playoff ma le cose precipitarono nel 1990. Kosar lanciò più intercetti che touchdown per la prima volta in carriera e la difesa subì più punti di qualsiasi altra squadra nella lega. Due sole vittorie nelle prime sette gare costarono il posto a Carson. Jim Shofner fu nominato allenatore ad interim e la squadra terminò sul 3–13. A fine anno Bill Belichick, coordinatore difensivo dei Giants campioni in carica, fu nominato capo-allenatore.

## 1991-1995: Bill Belichick e trasferimento a Baltimora
I Browns videro un modesto miglioramento nel 1991 finendo 6–10 sotto la guida di Belichick, con Kosar che lanciò 18 touchdown e 9 intercetti. L'anno seguente, Kosar rimase in panchina per la maggior parte del campionato, mentre Mike Tomczak divenne titolare. Cleveland fu in corsa per vincere la AFC Central ma calò nelle ultime tre gare terminando con un saldo di 7–9.
La stagione 1993 vide Belichick fare una mossa controversa svincolando Kosar per prendere al suo posto Vinny Testaverde, che ingaggiò dai Tampa Bay Buccaneers mentre era infortunato. Kosar firmò coi Dallas Cowboys e divenne subito titolare al posto dell'infortunato Troy Aikman. Kosar avrebbe vinto il Super Bowl quell'anno coi Cowboys col ritorno di Aikman mentre Cleveland finì ancora 7-9.

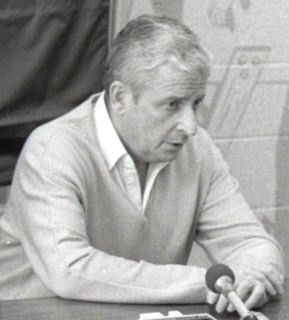
Art Modell divenne estremamente impopolare a Cleveland per scelte controverse come licenziare Paul Brown e trasferire la squadra a Baltimora.

Nel 1994 i Browns terminarono sull'11-5 e arrivarono ai playoff per la prima volta da quattro anni. Nel turno delle wild card contro i Patriots, la difesa dei Browns intercettò tre volte Drew Bledsoe con Testaverde che completò due terzi dei suoi passaggi vincendo per 20–13. Gli arci-rivali di Pittsburgh misero fine alla stagione dei Browns nel turno successivo.
Modell annunciò il 6 novembre 1995 di aver siglato un accordo per trasferire i Browns a Baltimora nel 1996, una mossa che avrebbe riportato il football in quella città dopo il trasferimento dei Colts a Indianapolis nel 1993. Il giorno successivo, il 7 novembre 1995, i votanti di Cleveland approvarono a larghissima maggioranza un mozione che intendeva mettere ai voti la richiesta di Modell, prima della sua decisione di spostare la franchigia, insieme a una proposta da 175 milioni di dollari ricavati dalle tasse per modernizzare l'antiquato Cleveland Municipal Stadium. Modell ad ogni modo decise di andare fino in fondo.
I tifosi dei Browns reagirono con rabbia alla notizia. Oltre 100 cause legali furono depositate da tifosi, dalla città di Cleveland e altri ancora. Il Congresso degli Stati Uniti tenne delle convocazioni sul problema. L'attore Drew Carey fece ritorno nella sua città natale di Cleveland il 26 novembre 1995, con l'intento di mobilitare i tifosi. Una protesta fu tenuta a Pittsburgh durante una gara dei Browns ma la ABC, il network che trasmetteva la partita, rifiutò di riprendere o fare menzione della protesta. Fu uno dei pochi casi in cui i tifosi degli Steelers e dei Browns si supportarono a vicenda, dal momento che i tifosi Pittsburgh sentivano che Modell stava rubando loro la rivalità coi Browns. Tutti gli sponsor della squadra tolsero virtualmente il loro supporto, lasciando il Municipal Stadium senza pubblicità nelle ultime gare della stagione.
La stagione 1995 fu un disastro anche sul campo. Dopo una partenza per 3–1, i Browns persero tre gare consecutive prima che la notizia del trasferimento tagliasse le gambe alla squadra. Essi terminarono 5–11, compreso un 2–7 di record nelle nove gare successive all'annuncio. Nell'ultima gara della stagione contro i Cincinnati Bengals, i tifosi dei Browns persero le staffe, al punto che quando le azioni che si avvicinavano alla end zone vicino alla parte di tribuna occupata dai tifosi più accaniti dei Browns, dovevano essere spostate nel lato opposto del campo. Intere file di seggiolini furono divelte dallo stadio e gettate in campo e diversi tifosi appiccarono fuochi soprattutto nel settore dei sostenitori più caldi, chiamato "Dawg Pound", mentre furono anche assaliti pubblici ufficiali che tentavano di domare le fiamme e molte bancarelle furono distrutte. I Browns vinsero comunque la loro ultima gara casalinga e Belichick rassegnò le sue dimissioni nel febbraio 1996. La nuova squadra sarebbero stati i Baltimore Ravens.

## 1996-1999: anni di inattività

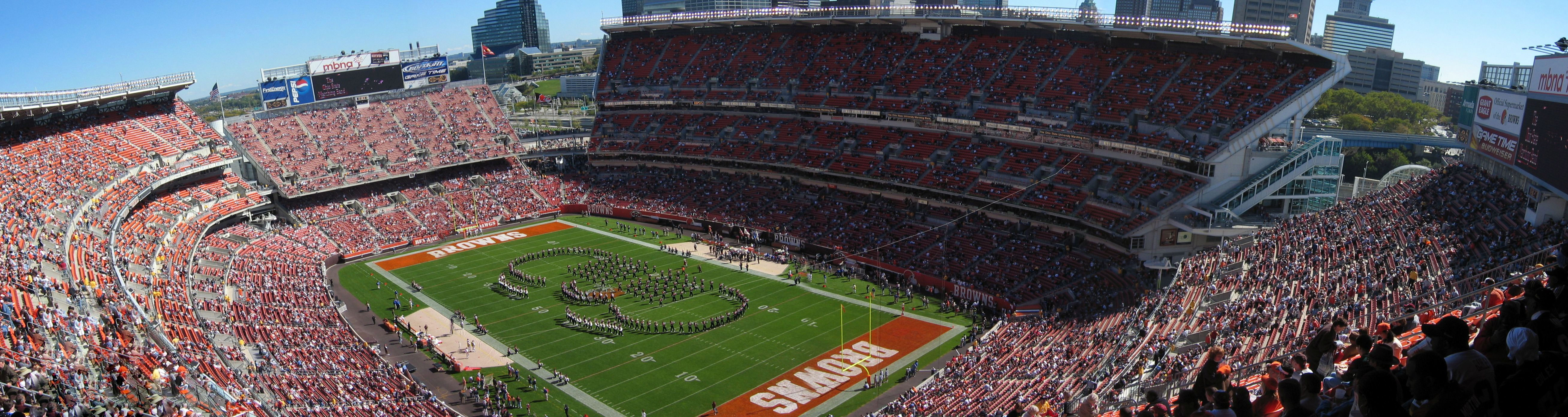
Il nuovo Cleveland Browns Stadium, qui in una foto del 2006.

Dopo intensi colloqui tra la NFL, i Browns e dirigenti delle due città, Cleveland accettò un accordo legale che avrebbe mantenuto l'eredità dei Browns a Cleveland. Nel febbraio 1996, la NFL annunciò che i Browns sarebbero stati "sospesi" per tre anni in attesa della costruzione di un nuovo stadio. La nuova squadra, sia che si trattasse di un expansion team, sia di una franchigia che si trasferisse da un'altra città, avrebbe ripreso a giocare nel 1999. Modell e la sua franchigia, i Ravens, avrebbero mantenuto il personale e i contratti dei giocatori.
La franchigia dei Browns fu in seguito riattivata e il suo roster ricostruito attraverso un expansion draft prima di riprendere a giocare nella stagione 1999. Ci sarebbe stata una nuova squadra ma il nome dei Browns, i colori, la storia, i record e i premi sarebbero rimasti a Cleveland. Il nuovo proprietario fu Al Lerner e Chris Palmer, ex coordinatore offensivo dei Jacksonville Jaguars, fu l'allenatore prescelto.

## 1999-2004: ritorno nella NFL

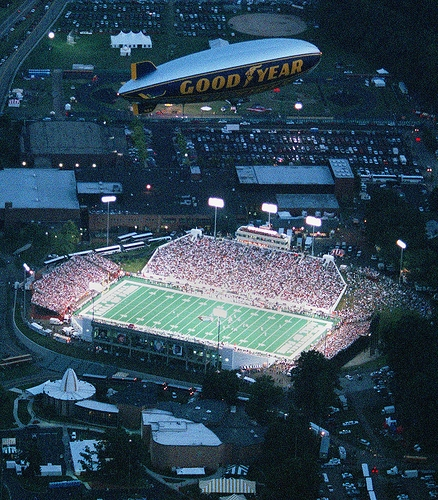
La prima gara di pre-stagione dal ritorno dei Browns tenutasi a Canton, Ohio.

Le speranze dei tifosi di Cleveland erano alte all'arrivo della nuova squadra. Cattive scelte sia expansion draft che nel Draft 1999, tuttavia, fecero annaspare la squadra, inclusa la prima scelta assoluta del draft, il quarterback Tim Couch. Gli Steelers batterono i Browns 43–0 nel debutto stagionale al Cleveland Browns Stadium il settembre 1999, la prima di sette sconfitte consecutive. Una stagione da 2–14 nel 1999 fu seguita da una da 3–13 record nel 2000, dopo che Coucj subì un infortunio al pollice che lo escluse per il resto della stagione. All'inizio del 2001, Palmer fu licenziato.

### L'era di Butch Davis
L'ex allenatore dell'Università di Miami Butch Davis fu scelto come sostituto di Palmer. Sotto la sua gestione i Browns migliorarono, rimanendo in corsa per i playoff finché nella settimana 15, una controversa chiamata arbitrale fecero perdere loro la gara contro i Jaguars e la possibilità di qualificarsi per la post-season. L'annata terminò con sette vittorie e nove sconfitte.
Cleveland migliorò ancora nel 2002, ma Lerner non visse abbastanza per vedere la sua squadra raggiungere i playoff. Morì nell'ottobre 2002 all'età di 69 anni per un cancro al cervello. I Browns portarono uno stemma con le iniziali "AL" per il resto della stagione. La proprietà, nel frattempo, passò a suo figlio Randy. Il club terminò la stagione regolare con record di, qualificandosi ai playoff come wild card. Couch si ruppe una gamba nell'ultima gara della stagione, e la sua riserva Kelly Holcomb partì come titolare nella prima gara di playoff contro gli Steelers. Cleveland fu in vantaggio per la maggior parte della partita, con Holcomb che passò 429 yard. Un collasso difensivo però aiutò Pittsburgh a rifarsi sotto nel quarto periodo, andando a vincere 36–33.
I progressi della squadra della gestione Davis si arrestarono nel 2003, terminando con un bilancio di 5–11 e Randy Lerner operò diversi cambiamenti nella dirigenza. La stagione 2004 fu sulla stessa linea, con Davische si dimise in novembre, dopo avere iniziato come un record di 3–8. Il coordinatore difensivo Terry Robiskie fu l'allenatore ad interim per il resto della stagione, conclusa sul 4–12.

## 2005-2012: difficoltà e cambiamenti

### Gli anni di Romeo Crennel
Prima del 2005, Phil Savage fu assunto come nuovo general manager e Romeo Crennel come capo-allenatore. Fu acquisito il quarterback veterano Trent Dilfer dai Seattle Seahawks e come terzo assoluto nel draft fu selezionato il ricevitore Braylon Edwards. Dilfer fu il quarterback titolare all'inizio della stagione 2005, partita con un record di 2-2 ma terminata sul 6-10. Nelle ultime cinque partite, il rookie Charlie Frye fu il quarterback titolare, vincendone due.
Cleveland regredì nella stagione seguente, terminata con un record di 4–12 record. Edwards e il tight end Kellen Winslow Jr., che il club aveva scelto nel 2004, fecero registrare numeri rispettabili, ma i Browns furono all'ultimo posto della lega per punti segnati e yard guadagnate. Frye si infortunò al polso a fine stagione, venendo sostituito da Derek Anderson, che mostrò segnali promettenti nelle cinque gare disputate.

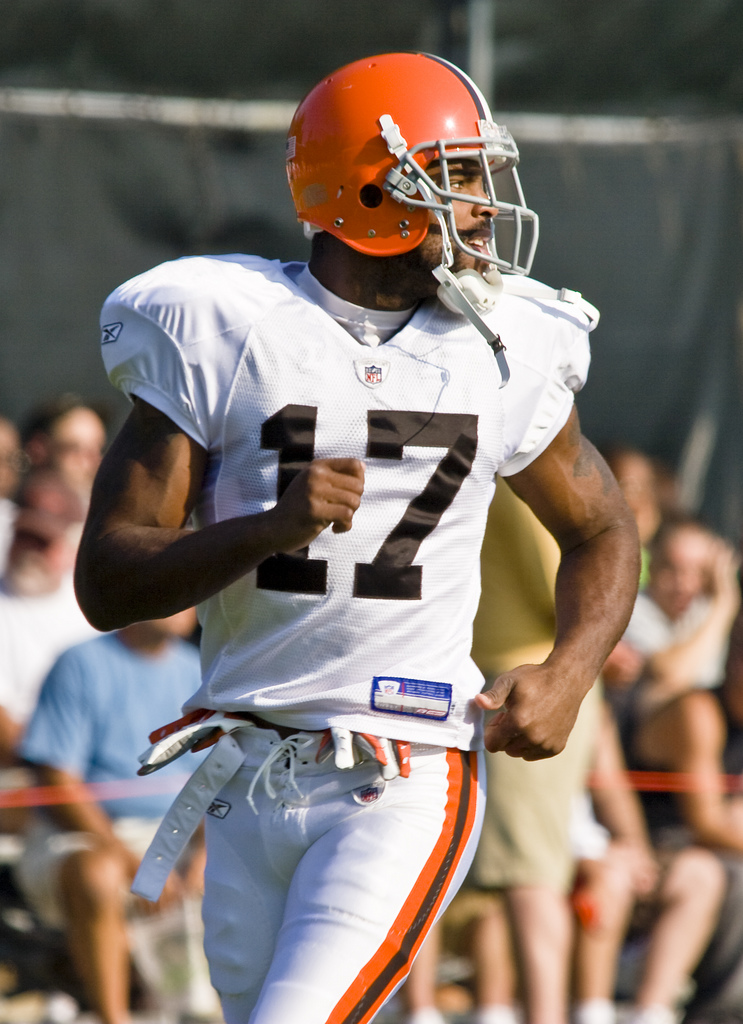
Braylon Edwards fu convocato per il Pro Bowl nel 2007 assieme a cinque compagni di squadra.

Dopo due stagioni perdenti, i Browns tornarono competitivi nel 2007. Dopo un'apertura nella prima settimana contro gli Steelers, la squadra scambiò Frye coi Seahawks e mise Anderson come titolare. Nella prima gara guidò i Browns a una vittoria a sorpresa 51–45 sui Cincinnati Bengals, lanciando cinque passaggi da touchdown, un record di franchigia pareggiato. Seguirono altri successi e la squadra terminò con un bilancio di 10–6 record, il migliore dal 1994. Anche tale record fu il migliore della AFC North assieme a quello degli Steelers, la squadra mancò i playoff per avere perso entrambe le gare dell'anno contro Pittsburgh in precedenza. Sei giocatori furono convocati per il Pro Bowl, inclusi Anderson, Winslow, Edwards, il kick returner Joshua Cribbs e il tackle sinistro rookie Joe Thomas.
Le aspettative erano alte per la stagione 2008, ma Cleveland finì ultima nella division con un record di 4–12 record. Anderson alternò il ruolo di titolare con Ken Dorsey, acquisito nello scambio in cui avevano ceduto Trent Dilfer, e Brady Quinn, scelto nel primo giro del draft di quell'anno. La squadra non riuscì a segnare alcun touchdown nelle ultime sei partite. Poco dopo l'ultima partita, una sconfitta 31–0 contro gli Steelers, Lerner licenziò Savage e Crennel.

### Eric Mangini e l'era Holmgren-Heckert
La squadra assunse l'ex allenatore dei New York Jets Eric Mangini nel gennaio 2009. Prima della stagione, Winslow fu scambiato coi Buccaneers dopo cinque stagioni di infortuni e un incidente motociclistico che minacciò la sua vita. La squadra mostrò qualche segnale di ripresa nel primo anno di Mangini, vincendo cinque partite, terminando 5–11. Nel 2009, dopo che Cleveland perse 11 delle prime 12 partite, vinse tutte le ultime quattro gare dell'anno, incluso un 13–6 sui rivali degli Steelers.
Alla fine della stagione, Lerner assunse l'ex allenatore dei Packers e dei Seahawks Mike Holmgren come presidente. Un mese dopo, Tom Heckert fu assunto come general manager. La nuova dirigenza confermò Mangini per una seconda stagione.

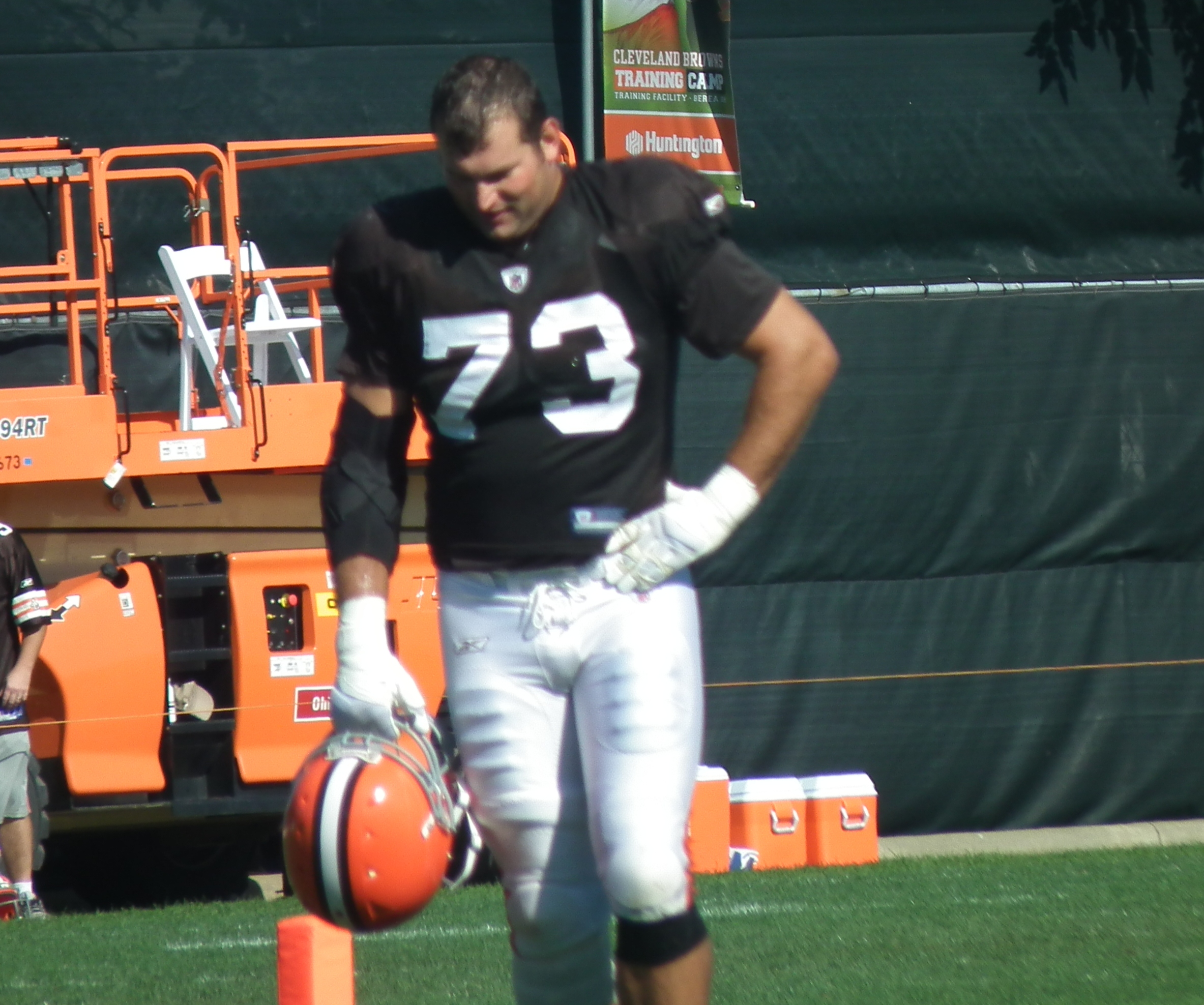
Joe Thomas fu convocato per il Pro Bowl in tutte le prime dieci stagioni della carriera

Sotto la supervisione di Holmgren e Heckert, i Browns tentarono di sistemare la situazione dei quarterback. Brady Quinn fu scambiato coi Denver Broncos per il running back Peyton Hillis in marzo, mentre Derek Anderson fu svincolato. Nel frattempo, Jake Delhomme fu acquisito dai Carolina Panthers e Seneca Wallace da Seattle. Nel draft fu inoltre scelto nei giri intermedi il quarterback Colt McCoy dalla University of Texas. Con Delhomme come titolare, Cleveland perse tutte le prime tre partite e continuò a faticare. Wallace iniziò quattro gare come partente ma fu sostituito da McCoy nella seconda metà della stagione. Hillis dal canto suo disputò la sua miglior stagione fino a quel momento, correndo 1.177 yard. Per la seconda stagione consecutiva la squadra terminò sul 5-11 e Mangini fu licenziato nel gennaio 2011.

### Gli anni con Pat Shurmur
Pat Shurmur fu nominato il sostituto di Mangini. La squadra vinse due delle prime tre gare, poi scivolò sul 3-3 con McCoy che faticò e delle difficoltà offensive che portarono a sei sconfitte consecutive e a concludere l'annata sul 4-12.
Dopo la stagione 2011, Hillis firmò come free agent coi Kansas City Chiefs. Nel Draft NFL 2012, i Browns scelsero il running back Trent Richardson come terzo assoluto e il quarterback Brandon Weeden come 22º assoluto, il più vecchio giocatore mai scelto nel primo giro del draft, all'età di 28 anni.
Il 6 settembre 2012, Art Modell morì a Baltimora all'età di 77 anni. Anche se i Browns avevano pianificato un minuto di silenzio per onorare il loro vecchio proprietario prima della gara della settimana 1, la sua famiglia chiese di evitarlo, conscia della cattiva reazione che avrebbe ricevuto. Weeden partì come titolare nella prima gara della stagione, lanciando quattro intercetti nella sconfitta 17–16 contro i Philadelphia Eagles, in cui l'unico touchdown fu segnato dalla difesa. La squadra iniziò con un record di 1-6, prima di battere i Bengals e concludere una striscia di 11 sconfitte consecutive con i rivali dell'Ohio. Malgrado le prestazioni sotto la media, Weeden partì come titolare per tutta la stagione, tranne nell'ultima partita, coi Browns che terminarono con quattro vittorie e dodici sconfitte.

## 2013-2019: nuova proprietà e continue difficoltà
Nell'ottobre 2012, il magnate Jimmy Haslam raggiunse un accordo con Randy Lerner per acquistare la franchigia per un miliardo di dollari. La vendita si concluse il 25 ottobre 2012. Dopo la stagione 2012, Shurmur fu licenziato e Holmgren si ritirò dal ruolo di presidente. Il 10 gennaio 2013, Rob Chudzinski fu assunto come capo-allenatore.

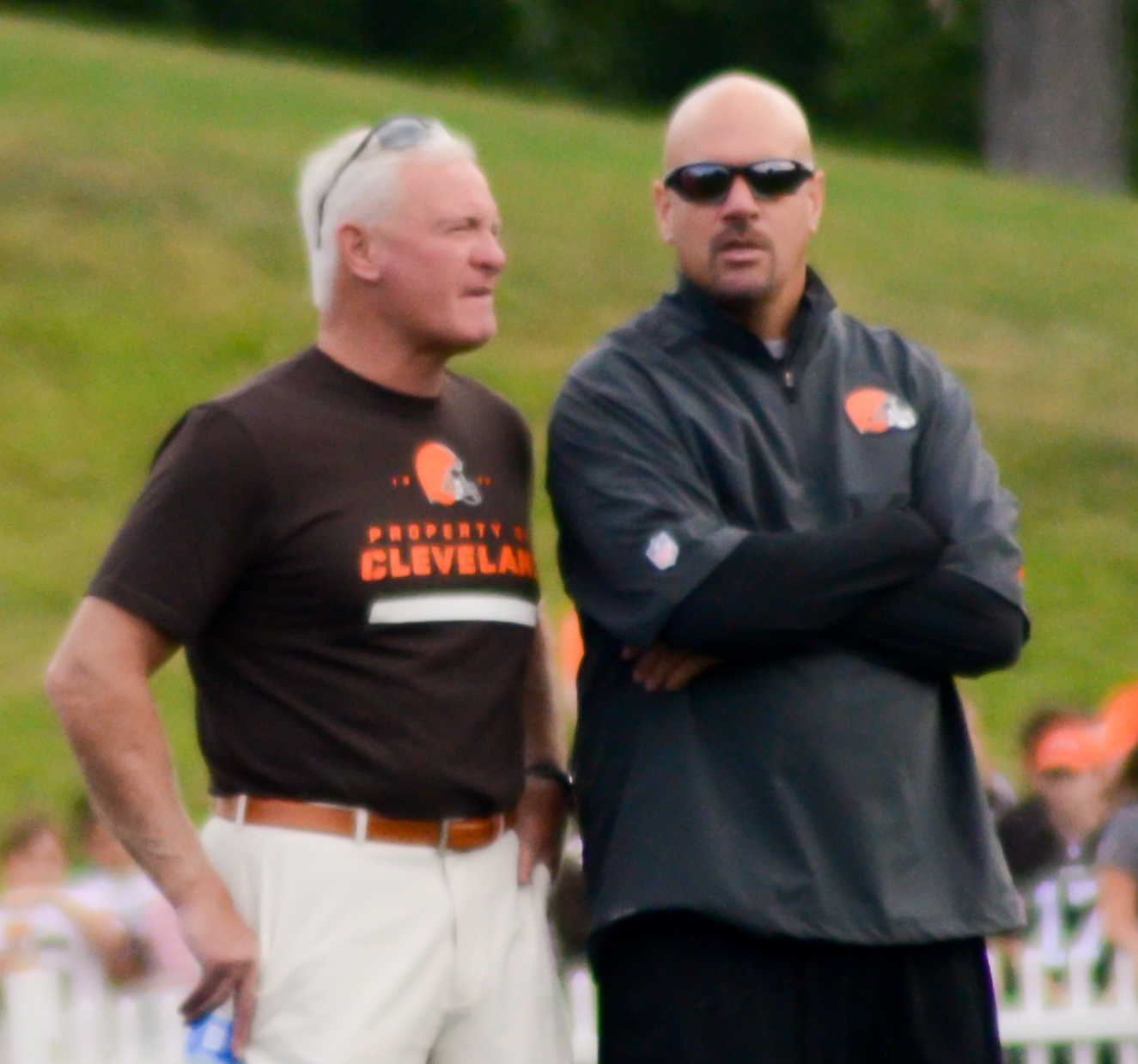
Jimmy Haslam e Mike Pettine al training camp 2014.

### 2013
Weeden fu ancora nominato quarterback titolare dei Browns nel 2013, battendo la concorrenza di Jason Campbell. Il 18 settembre i Browns scambiarono tra la sorpresa generale Trent Richardson con gli Indianapolis Colts in cambio della scelta del primo giro del Draft NFL 2014. Dopo due sconfitte nelle prime due gare, Weeden si infortunò, ma invece di nominare Campbell titolare, a sorpresa la squadra scelse Brian Hoyer, acquisito come free agent in estate. Questi, nella sua prima partita condusse la squadra alla prima vittoria stagionale passando il touchdown della vittoria per Jordan Cameron a 51 secondi dal termine. Confermato titolare per il turno successivo contro i Bengals, portò ancora la squadra alla vittoria. Nel Thursday Night della settimana 4 contro i Bills, Hoyer partì per la terza volta consecutiva dall'inizio, ma dopo pochi minuti dall'avvio della gara si infortunò gravemente a un ginocchio, venendo sostituito da Weeden. Tale infortunio si rivelò la rottura del legamento crociato anteriore che forzò il giocatore a perdere tutto il resto della sua promettente stagione. Weeden condusse i Browns alla terza vittoria consecutiva ma fu uno degli ultimi acuti della stagione dei Browns, che terminarono ancora sul record di 4-12, con Chudzinski che fu licenziato dopo un solo anno. La nota più positiva della stagione fu l'esplosione del ricevitore Josh Gordon scelto nel draft supplementare del 2012, che guidò la NFL con oltre 1.600 yard ricevute malgrado l'avere saltato le prime due partite per una squalifica.

### 2014

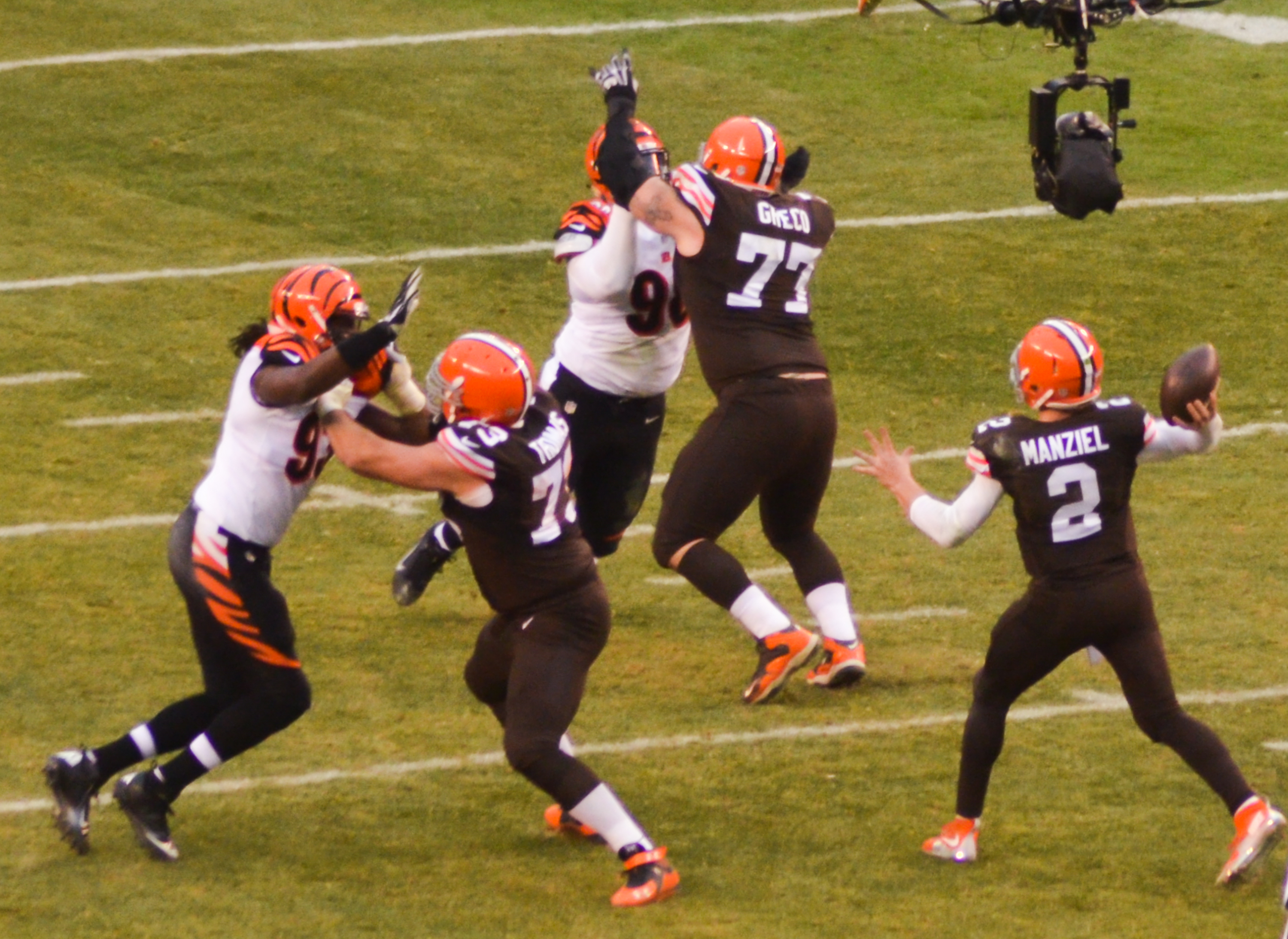
Una partita tra Browns e Bengals nel 2014

Il 23 gennaio 2014 Mike Pettine fu assunto come diciottesimo capo-allenatore della storia dei Cleveland Browns, mentre Weeden fu svincolato a marzo. Nel primo giro del draft 2014, i Browns scelsero come nono assoluto il cornerback Justin Gilbert e, con la scelta ottenuta dallo scambio di Richardson, come 22º assoluto il quarterback ex vincitore dell'Heisman Trophy Johnny Manziel. La decisione su chi sarebbe dovuto partire titolare nella prima settimana della stagione 2014 fu uno dei temi più caldi dell'estate, finché il 20 agosto, Hoyer fu annunciato come titolare da Pettine. Una brutta tegola colpì la squadra quando Josh Gordon il 27 agosto fu sospeso per tutta l'annata per abuso recidivo di sostanze dopanti.
Nella prima gara dell'anno, in casa degli Steelers, i Browns si trovarono in svantaggio 27-3 alla fine del primo tempo. Nel secondo tempo però, il Hoyer orchestrò una furiosa rimonta impattando la partita sul 27 pari, salvo essere infine sconfitti con un field goal all'ultimo secondo dagli avversari. Il 5 ottobre 2014, i Browns compirono la loro più grande rimonta della storia quando, dopo essersi trovati in svantaggio con i Tennessee Titans per 28-3 a un minuto dal termine del primo tempo, segnarono 26 punti consecutivi, andando a vincere per 29-28. Fu anche la maggiore rimonta di una squadra in trasferta nella storia della NFL.
Dopo una partenza con un record di 7-4, i Browns collassarono perdendo tutte le ultime cinque gare, terminando con un record di 7-9 all'ultimo posto della division, mancando i playoff per il 12º anno consecutivo.

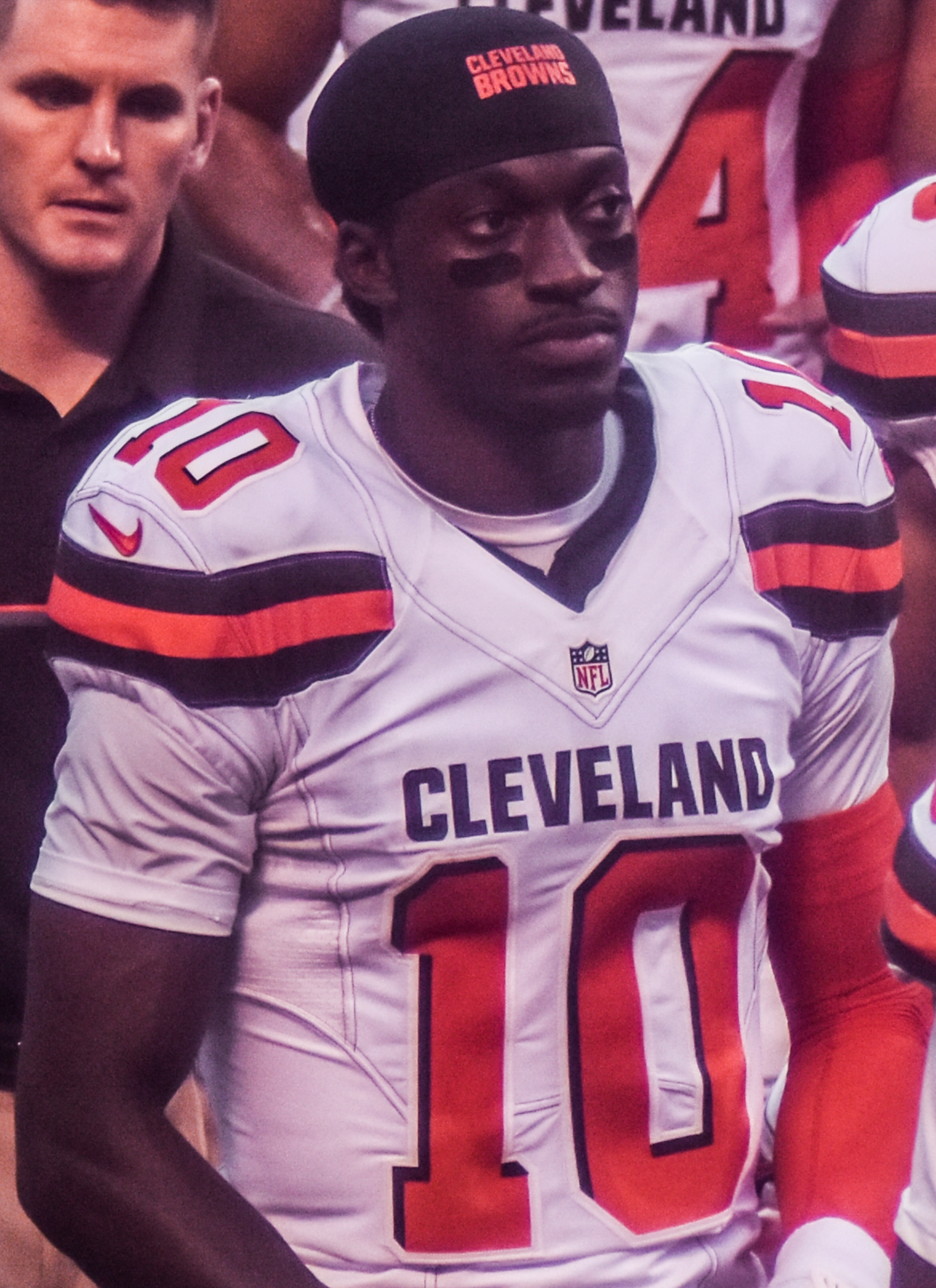
Robert Griffin III giocò una sola stagione coi Browns nel 2016

### 2015
Il mese di febbraio 2015 fu turbolento per il club, col quarterback Johnny Manziel che si fece ricoverare in un centro di recupero per la dipendenza da sostanze alcoliche e il wide receiver Josh Gordon che fu sospeso per tutta la stagione 2015 per avere fallito un test antidoping. Il 28 febbraio, l'ex quarterback dei Chicago Bears Josh McCown firmò un contratto triennale con Cleveland. Dopo un record di 2-3 nelle prime cinque partite, i Browns crollarono nuovamente, perdendo tutte le rimanenti gare tranne una e terminando con un bilancio di 3-13. Sia Pettine che Farmer furono licenziati il giorno dopo il termine della stagione regolare.

### 2016
Il 13 gennaio 2016 i Browns assunsero come loro 16º allenatore Hue Jackson, che veniva dal ruolo di coordinatore offensivo dei Bengals e in precedenza era stato capo-allenatore degli Oakland Raiders. Il 25 marzo firmarono il quarterback ex vincitore dell'Heisman Trophy Robert Griffin III nominandolo titolare per la stagione regolare.. Nella prima gara dell'anno contro i Philadelphia Eagles però, il giocatore subì un grave infortunio alla spalla sinistra, venendo inserito il giorno successivo in lista infortunati. In sua azzenza, Cleveland alternò come titolari il rookie Cody Kessler e McCown, non riuscendo a vincere una sola partita. Griffin III tornò ad essere nominato titolare prima della gara del 14º turno e nel penultimo, RG3 evitò ai Browns l'onta di una stagione senza vittorie, guidando la squadra a battere i San Diego Chargers per 20-17. I Browns terminarono così col record di 1-15, il peggiore della NFL, ottenendo la prima scelta assoluta nel Draft NFL 2017.

### 2017

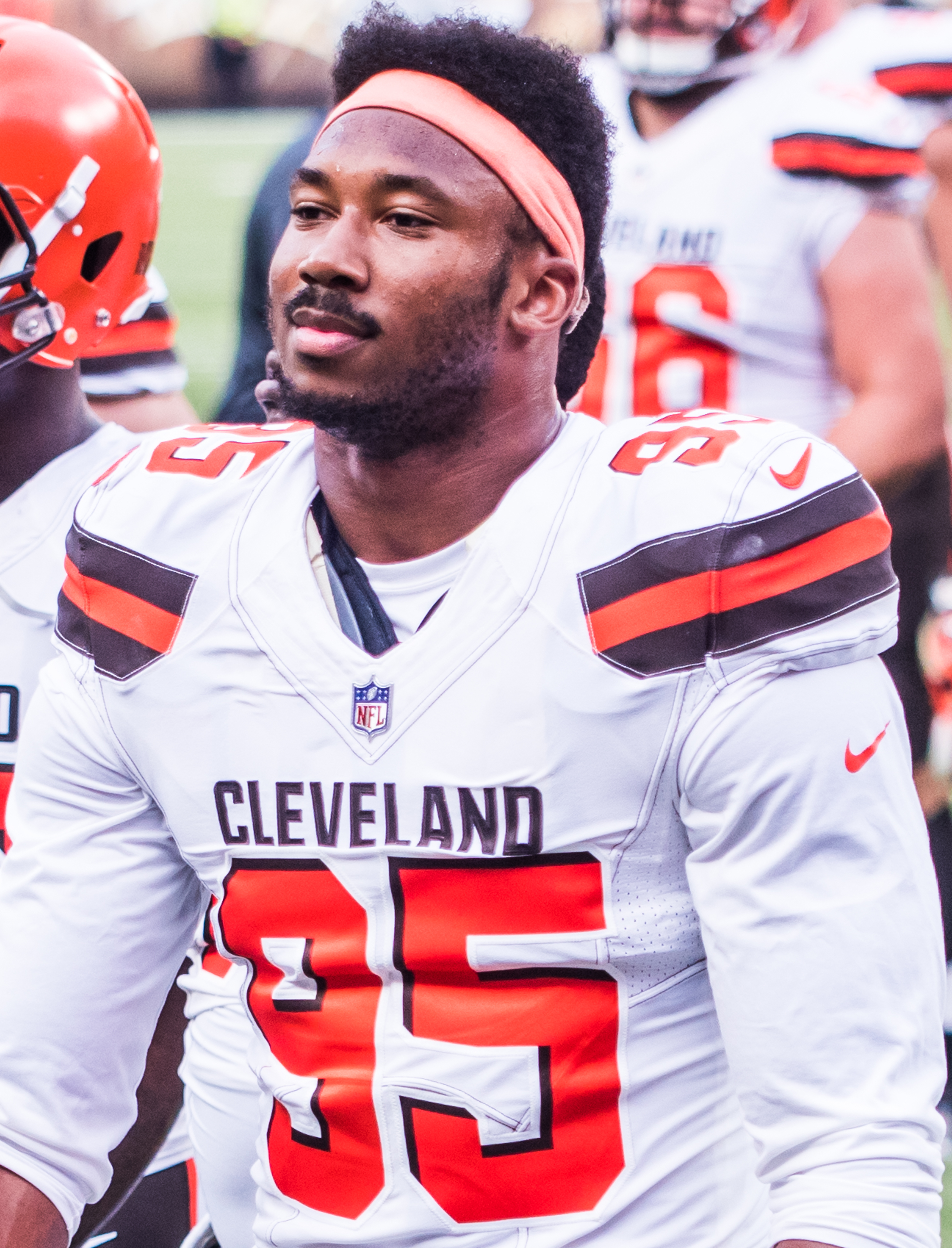
La prima scelta assoluta del Draft 2017 Myles Garrett

Con la prima scelta assoluta nel Draft 2017, i Browns scelsero il defensive end da Texas A&M Myles Garrett. La stagione andò però ancora peggio della precedente e i Browns divennero la seconda squadra, dopo i Lions del 2008 a terminare una stagione con un record di 0-16. Malgrado un record di 1-31 nelle ultime due stagioni, l'allenatore Hue Jackson fu confermato.

### 2018
Con la prima scelta assoluta del Draft NFL 2018 i Browns scelsero il quarterback Baker Mayfield. A partire come titolare a inizio stagione fu però il veterano Tyrod Taylor. Nel terzo turno questi subì una commozione cerebrale e Mayfield lo sostituì, guidando la squadra alla vittoria contro i Jets, la prima per i Browns dal 2016. Quattro giorni dopo Mayfield fu nominato titolare per il resto della stagione. Dopo una sconfitta contro Pittsburgh nell’ottavo turno e un record di 2–5–1, Hue Jackson fu licenziato. La squadra vinse cinque delle ultime otto gare, terminando con un record di 7–8–1. Mayfield ebbe una stagione successo, passando 3.725 yard and 27 touchdown (quest’ultimo all’epoca un record NFL per un debuttante).

### 2019
Il 9 gennaio 2019 il coordinatore offensivo Freddie Kitchens fu nominato 17º allenatore della storia dei Browns, in parte grazie ai miglioramenti dell’attacco e alla crescita di Baker Mayfield nella seconda metà della stagione 2018.

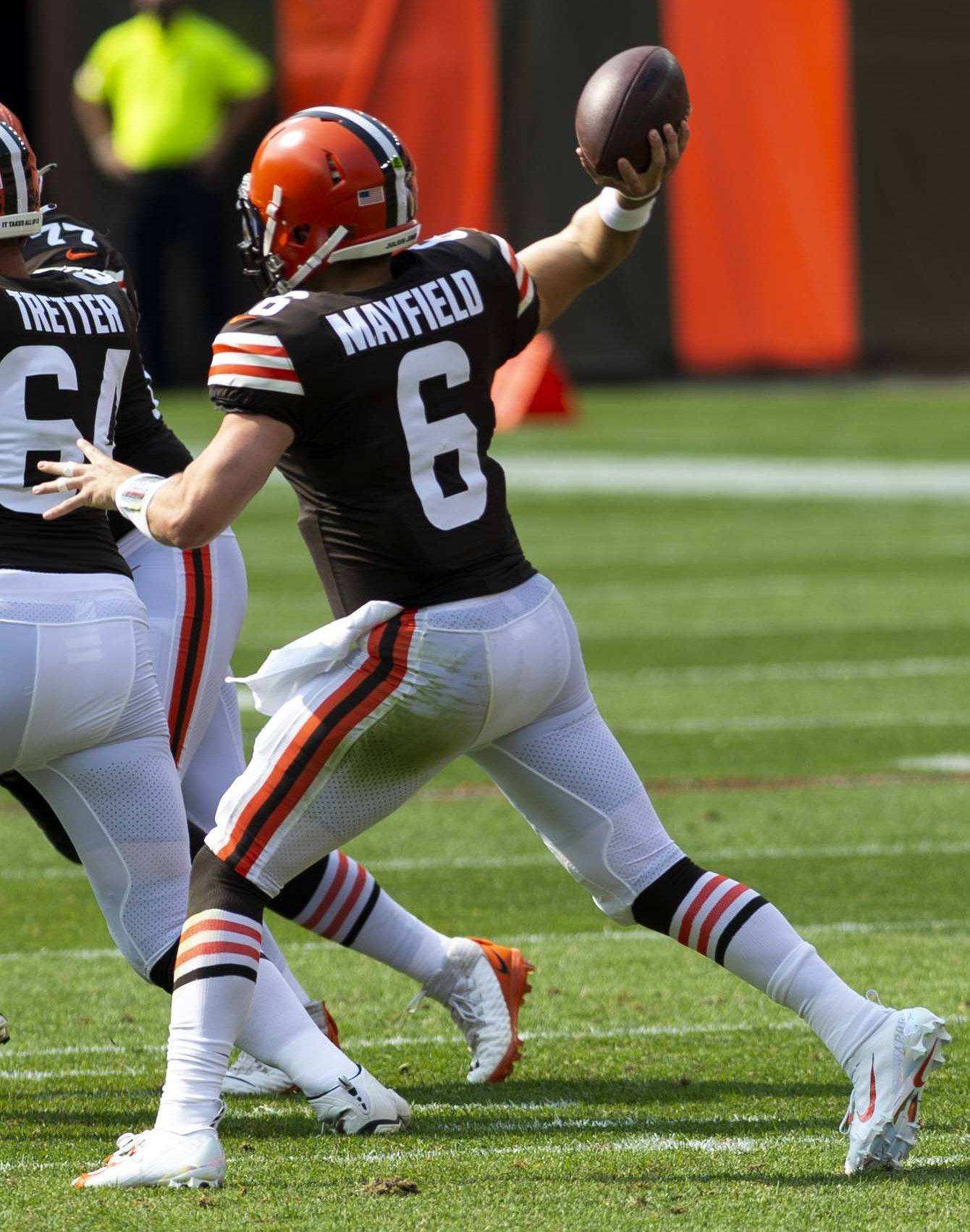
Il quarterback Baker Mayfield

Il 12 marzo 2019, i Browns acquisirono il wide receiver Odell Beckham Jr. e il pass rusher Olivier Vernon in due scambi con i New York Giants. Tali mosse alzarono le aspettative attorno al club, considerato da alcuni come un credibile candidato al Super Bowl, malgrado 16 anni di assenza dai playoff. La stagione si rivelò però deludente, terminando con un record di 6–10. I Browns licenziarono Freddie Kitchens il 29 dicembre.

## 2020-presente: gli anni di Kevin Stefanski

### 2020
Il 12 gennaio 2020 Kevin Stefanski fu assunto come nuovo capo-allenatore. Nell'ultima partita della stagione regolare i Browns necessitavano di una vittoria contro i Pittsburgh Steelers per qualificarsi per i playoff. Il 3 gennaio 2021, i Browns batterono gli Steelers 24–22, concludendo con un record di 11-5 e centrando un posto nella post-season per la prima volta dal 2002. Kevin Stefanski fu nominato allenatore dell’anno, il primo allenatore di Cleveland a ricevere tale riconoscimento da Forrest Gregg nel 1976.
Il 10 gennaio 2021, i Browns stabilirono un record NFL per i playoff segnando 28 punti nel primo quarto nella vittoria per 48–37 in trasferta contro i Pittsburgh Steelers nel turno delle wild card. Baker Mayfield passò 263 yard e 3 touchdown nel suo debutto nei playoff, guidando i Browns alla loro prima vittoria all’Heinz Field dal 2003, alla prima vittoria nei playoff dal 1995 e alla prima vittoria nei playoff in trasferta dal 1969. Il 17 gennaio 2021 Cleveland perse per 17-22 contro i campioni in carica dei Kansas City Chiefs, chiudendo la sua stagione. Malgrado l’eliminazione la squadra ricevette molte lodi dagli addetti ai lavori, mentre i tifosi speravano che il 2020 potesse essere l’anno della definitiva svolta.

### 2021
Prima della stagione 2021 i Browns si occuparono di rinforzare la loro difesa, firmando diversi giocatori, tra cui l’ex prima scelta assoluta Jadeveon Clowney.
La prima vittoria giunse nel secondo turno ma i Browns ebbero poco da festeggiare perché Mayfield subì un infortunio che lo tenne fuori per tre partite e lo fece faticare grandemente per il resto della stagione: l’attacco sui passaggi dei Browns concluse 25º in percentuale di completamento, 27º in yard passate e 26º in passer rating. Le difficoltà di Mayfield e la mancanza di chimica in campo portarono Odell Beckham Jr a chiedere di essere scambiato (fu svincolato poco dopo), mentre Jarvis Landry si lamentò pubblicamente di non venire cercato abbastanza. Mentre l’attacco faticò, la difesa si comportò bene, guidata da Myles Garrett che batté il record di franchigia con 16 sack. Ad ogni modo l’annata si chiuse con un record di 8-9, mancando ancora una volta i playoff.